# خافي لوبيز فرنانديز
خافي لوبيز فرنانديز هو قانوني وسياسي إسباني، ولد في 11 نوفمبر 1985 في مدريد في إسبانيا. نشط حزبياً في حزب كاتالونيا الاشتراكي. في انتخابات البرلمان الأوروبي في إسبانيا 2019 ‏، انتخب عضو في البرلمان الأوروبي عن دائرة إسبانيا لترشحه ضمن قائمة الحزب الاشتراكي العمالي الإسباني، وقد انضم خلال فترته النيابية (2 يوليو 2019 – ) للكتلة البرلمانية التحالف التقدمي للاشتراكيين والديمقراطيين وفي انتخابات البرلمان الأوروبي 2014، انتخب عضو في البرلمان الأوروبي عن دائرة إسبانيا لترشحه ضمن قائمة الحزب الاشتراكي العمالي الإسباني، وقد انضم خلال فترته النيابية (1 يوليو 2014 – 1 يوليو 2019) للكتلة البرلمانية التحالف التقدمي للاشتراكيين والديمقراطيين.

## وصلات خارجية
- الموقع الرسمي